# Secolul al VI-lea

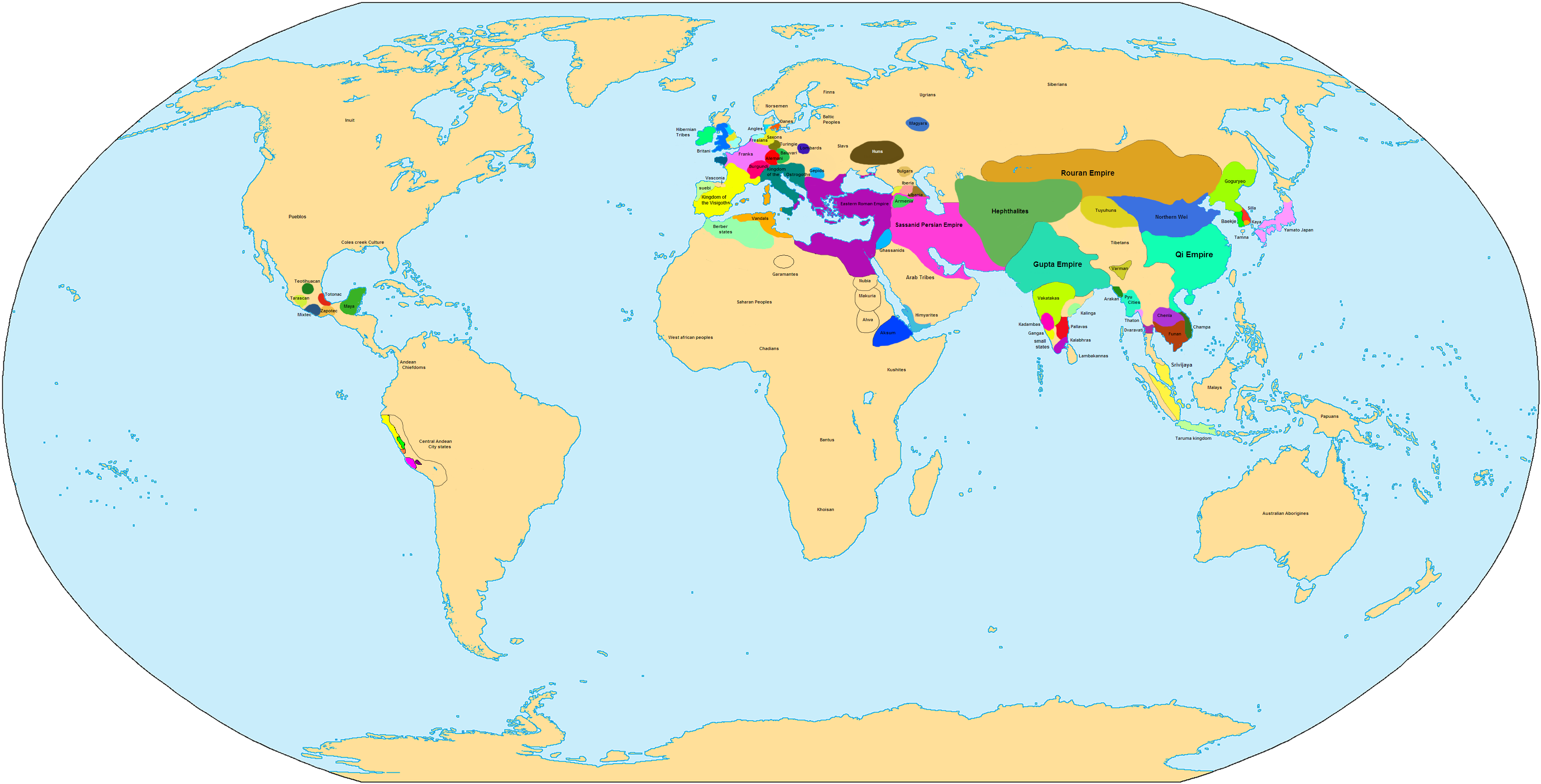
Lumea in anul 500

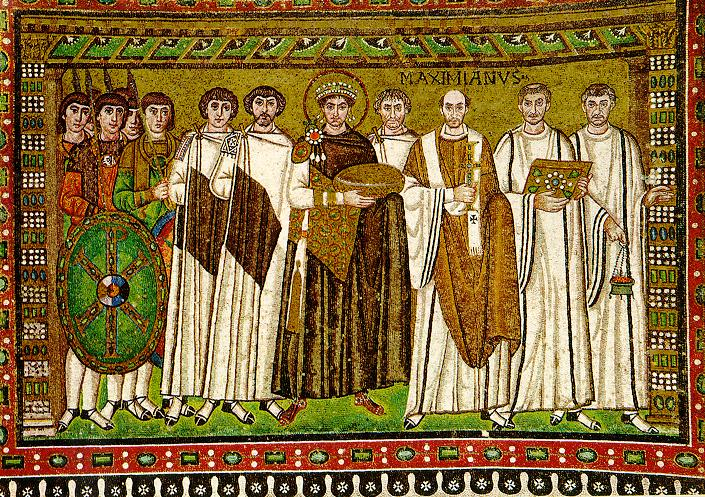
Iustinian-personalitatea secolului VI

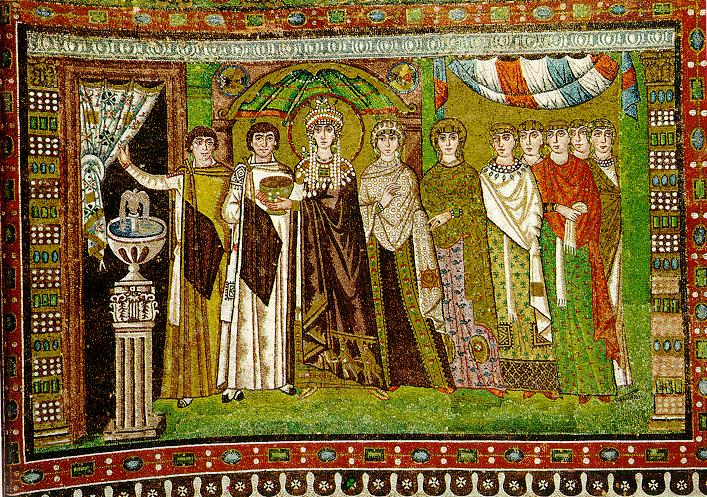
Teodora-soția împăratului Iustinian

După prăbușirea Imperiului Roman de Apus în secolul precedent, Europa s-a fracturat în mai multe mici regate germanice, care au concurat cu înverșunare pentru terenuri și bogăție. În urma răsturnării de proportii ale imperiului, puterea  francilor a crescut, și au format un regat care cuprindea Franța și Germania. Între timp, supraviețuitorul,  Imperiul Roman de Răsărit, a început să se extindă, sub împăratul Iustinian, care, în cele din urmă a recucerit Africa de Nord de la vandali, și a încercat să recupereze pe deplin Italia, precum și în speranța de restabilire a controlului roman asupra teritoriilor pierdute de imperiul căzut. După moartea lui Iustinian, cele mai multe dintre câștigurile sale teritoriale  au fost  pierdute.
În timpul epocii de aur, Imperiul Sassanid a atins apogeul puterii sale sub Khosrau I în secolul 6. 
Imperiul Gupta din nordul Indiei, în mare măsură depășise  Huna, încheiat la mijlocul secolului al-6. În Japonia, perioada Kofun a fost   succedata de perioada Asuka. După ce a fost împărțită de mai mult de 150 de ani între dinastiile de Sud și de Nord, China, a fost reunificată sub dinastia Sui spre sfîrsitul secolului al șaselea. Cele trei regate ale Coreei au persistat pe tot parcursul secolului al șaselea. Göktürkii au  devenit o mare putere în Asia Centrală, după ce au învins Rouran.
În America, Teotihuacan a început să cadă în secolul 6, după ce a atins apogeul între anii 150 și 450. Perioada clasică a civilizației maya începe în America Centrală.

## Evenimente
- În Spania, uniunea dintre populația indigenă și vizigoți, dă naștere unui regat întins și omogen, într-o perioadă de prosperitate. Omul de știință cel mai important din acea epocă este Isidore de Sevilla, de studiile căruia va depinde întreaga epocă modernă.
- În Italia și o parte din Spania, are loc așa-numita "Restaurație Bizantină" din timpul lui Iustinian. Imperiul Roman de Răsărit reocupă pentru mai bine de două decenii aceste foste părți ale imperiului, acțiunea fiind însă sortită eșecului. Eliminarea puterii ostrogoților din Italia va duce la instalarea aici, după 568, a unui neam germanic mai puțin dezvoltat, longobarzii.
- 518: Împăratul roman de Est, Anastasie I moare și este urmat de Iustin I.
- 522: bizantinii obțin  viermi de mătase și  încep cultivarea ouălelor de viermi de mătase
- C. 524: Boethius scrie: Consolarea  Filosofiei.
- 525: După ce s-a stabilit în Roma. C 500,  călugărul scit Dionisie Exiguus formeaza Anno Domini(Anul Domnului) era calendarul dupa anul nașterii estimat a lui Isus Hristos * 527: Iustinian I il succede pe  Iustin I ca împărat al Imperiului Roman de Răsărit.
- 529: Sfântul Benedict din Nursia fondează mănăstirea din Monte Cassino, în Italia.
- 532: revolta Nika din Constantinopol, catedrala este distrusa. Ele sunt zdrobite  o săptămână mai târziu de Belisarius și Mundus, 30.000 de persoane sunt ucise în hipodrom * 535:  eruptie vulcanica la tropice, care provoacă racirea climei pentru multi ani, rezultând  foamete în emisfera de Nord. (A se vedea evenimentele meteorologice extreme din 535-536.)
- 537: Bătălia de la Camlann, bătălia finală a legendarului rege Arthur.
- 541 - 542: Prima pandemie de ciuma bubonica ( Ciuma lui Iustinian ) lovește Constantinopolul și restul Imperiului Bizantin.
- 543 / 544: Unul din edictele  lui Iustinian  duce la Controversa în trei capitole
- 545: Regatul Nubian de Nobatia se convertește la creștinism.
- 550: Regatul Funan cade.
- 552: Budismul a fost introdus în Japonia din Baekje în perioada Asuka.
- 553: al doilea consiliu din Constantinopol
- 554: Alungarea ostrogoților din Roma, și reunificare  tuturor in Italia, sub conducerea bizantină.
- 561 la 592: călugărul budist Jnanagupta traduce 39 de sutre din sanscrită în chineză.
- 563: Mănăstirea din Iona este fondată de către Sfântul Columba.
- 566: Nașterea lui  Lǐ Yuan, fondator al dinastiei Tang și împărat al Chinei, sub numele de Gaozu (618-626)
- 568: Lombarzii invadeaza Italia și stabilesc o federație formata din  ducate conduse de un rege.
- 569:  Regatul Nubian Alodia se convertește la creștinism.
- 569:  Regatul Nubian Makuria se convertește la creștinism.
- 570: Nașterea lui Mohammad, fondatorul Islamului.
- 579 la 590: Domnia Sahului persan  Hormizd IV.
- 582 la 602: Domnia  împăratului bizantin Maurice.
- 585: Suevii din Britania sunt  cuceriti de vizigoții din Spania.
- 587: Reccared, regele vizigoților în Spania, se convertește la catolicism.
- 588: Shivadeva urcă pe tronul  dinastiei Lichchhavi în Nepal.
- 589: al treilea  Consiliu din Toledo adaugă " Filioque "clauza  Crezului de la Niceea, în Spania.
- 589: China reunificata sub  dinastia Sui(589-618).
- 590: Grigorie cel Mare il succede pe  Papa Pelagius al II-lea (care moare de ciuma)
- 595: Papa Grigorie trimite călugări romani  condusi de Augustin în Anglia.

## Personalități importante
- Iustinian I, (527 - 565), împărat bizantin
- Regele Arthur
- Aryabhata
- Augustin de Canterbury
- Belisarie
- Benedict de Nursia
- Boethius
- Muhammad
- Procopius din Cezareea
- Papa Grigore I cel Mare
- Augustin de Canterbury
- Beowulf
- Boethius
- Bozorgmehr
- Cassiodorus
- Clovis I
- Columban
- Dayi Daoxin
- Dazu Huike
- Grigorie de Tours
- Hrodgar
- Jianzhi Sengcan
- Jizang
- Jordanes
- Karaikkal Ammeiyar
- Khosrau I al Persiei
- Leander din Sevilla
- Mohammad
- Muhan Khan
- Procopius
- Împărăteasa Suiko
- Shōtoku
- Taliesin
- Tirunavukkarasar
- Venantius Fortunatus
- Împăratul Wen de Sui

## Razboaiele secolului
| Start | Finish | Name of Conflict            | Belligerents                     | Belligerents                   |
| Start | Finish | Name of Conflict            | Victorious party (if applicable) | Defeated party (if applicable) |
| ----- | ------ | --------------------------- | -------------------------------- | ------------------------------ |
| 502   | 506    | Razboiul Anastasian         |                                  |                                |
| 526   | 532    | Razboiul Iberian            |                                  |                                |
| 527   | 527    | Rebeliunea Iwai             |                                  |                                |
| 533   | 534    | Razboiul Vandal             |                                  |                                |
| 534   | 537    | Razboiul impotriva Maorilor |                                  |                                |
| 535   | 554    | Razboiul Gothic             |                                  |                                |
| 541   | 562    | Razboiul Lazic              |                                  |                                |
| 572   | 591    | Razboiul Romano–Persian     |                                  |                                |
| 588   | 588    | Primul razboi Perso-Turkic  |                                  |                                |
| 598   | 614    | Razboaiele Goguryeo–Sui     |                                  |                                |

| Date    | Battle                     | Notes |
| ------- | -------------------------- | --- |
| 507     | Vouillé                    | Francii condusi de Clovis I ii inving pe vizigotii condusi Alaric II in Gallia Aquitania. Clovis il ucide pe Alaric       |
| 524     | Vézeronce                  | Burgunzii si ostrogotii condusi de Teodoric cel Mare ii inving pe Francii Merovingieni                                    |
| 530     | Dara                       | Comandantul Bizantin Belisarius,in alianta cu Herulii si Hunii invinge Imperiul Sassanid in Turcia                        |
| 530     | Satala                     | Bizantinii condusi de Sittas Dorotheus ii inving pe atacatorii persi condusi de Mermeroes.                                |
| c 530   | Lacul inghetat Vänern]]    | Eadgils se lupta cu unchiul sau Onela Suedezul,ajutandu-l pe Beowulf                                                      |
| 531     | Callinicum                 | Armatele sassanide se ciocnesc cu fortele bizantine                                                                       |
| 533     | Ad Decimum                 | Belisarius ii inving pe vandali condusi de Gelimer langa Cartagina                                                        |
| 535     | Mammes si Muntele Bourgaon | Generalul bizantin Solomon ii invinge pe rebelii mauri si preia controlul asupra Byzacena.                                |
| 535     | Tricamarum                 | Belisarius ii invinge din nou pe Vandali,se incheie regatul vandal din Africa de Nord                                     |
| 537     | Camlann                    | Regele Arthur este ucis de Mordred.                                                                                       |
| 537     | Scalas Veteres             | Germanus ii invinge pe rebelii africani condusi de Stotzas.                                                               |
| 538     | Asediul Romei]]            | Asediul ostrogotilor esueaza,fiind invinsi de bizantini                                                                   |
| 540     | Babosis si Zerboule        | Solomon ii invinge pe mauri in Muntii Aureus si preia controlul asupra Numidiei si Mauretaniei                            |
| 546/547 | Sbeitla                    | Generalul bizantin John Troglita ii invinge pe rebelii mauri condusi de Antalas                                           |
| 547     | Marta                      | John Troglita este invins de coalitia maurilor- Tripolitania                                                              |
| 548     | Domeniile lui Cato         | John Troglita invinge ultia coalitie maura-revolta maurilor este inabusita.                                               |
| 551     | Sena Gallica               | Flota bizantina invinge flota ostrogota                                                                                   |
| 552     | Taginae                    | Bizantinii condusi de Narses ii invinge pe ostrogoti condusi de Totila,care moare in lupta                                |
| 552     | Asfeld                     | Longorbarzii condusi de regele Audoin ii invinge pe gepizii condusi de Thurisind,care este ucis in lupta.                 |
| 553     | Mons Lactarius             | Narsesii invinge pe ostrogotii condusi de Teia,se sfarseste rezistenta ostrogota.                                         |
| 554     | Volturnus                  | Narses ii invinge pe Allemani si pe franci                                                                                |
| 554     | Yawm Halima                | Ghanasizii condusi de al-Harith ibn Jabalah ii invinge pe Lakmizi condusi de al-Mundhir III ibn al-Nu'man, care este ucis |
| 570     | Ayn Ubagh                  | al-Mundhir III ibn al-Harith ii invinge pe Lakhmizi condusi de Qabus ibn al-Mundhir                                       |
| 573     | Arfderydd                  | Luptele irlandeze dintre forțele creștine și non-creștine; Gwenddoleu moare.                                              |
| 575     | Jefuirea al-Hirah          | Ghassanizii sub al-Harith ibn Jabalah jefuiesc capitala Lakhmida, al-Hirah.                                               |
| 577     | Deorham                    | Saxonii vestici ii inving pe bretonii celti in Wiltshire                                                                  |
| 586     | Solachon                   | Bizantinii condusi de Philippicus inving armatele sassanide in Mesopotamia                                                |
| 588     | Martyropolis               | Bizantinii ii inving pe sassanizi la Martyropolis                                                                         |
| 598     | Yodong                     | Goguryeo repulseaza dinastia chineza Sui.                                                                                 |

## Invenții, descoperiri
- Plugul greu este folosit în valea râului Po, Italia
- Imperiul Bizantin cumpără tehnologia mătasei de la chinezi(542)
- jocul de șah în India[1]
- 589: hârtia igienică în China (Yan Zhitui)
- Dionisie Exiguus creează sistemul Anno Domini , în 525. Acesta este sistemul pe care calendarul gregorian și sistemul celor doua ere  isi au bazele
- Jocul de table, inventat în Persia de Burzoe.
- Șahul,  chaturanga, a intrat in Persia din India și a fost modificat in  shatranj.
- Hamul de  cal în uz în regatul franc.
- Vaghbata, cărți medicale indiene
- Autorul chinez Jia Sixia scris tratat Qi Shu Min Yao în 535, și,  citează 160   cărți de agronomie anterioare, acesta este cel mai vechi tratat existent despre agricultura chineză. În peste o sută de mii  de caractere chinezești scrise, cartea cuprinde  pregătirea terenului, semănatul, cultivarea, livada, silvicultură, zootehnie, comerț, și utilizări culinare pentru culturi.

## Decenii și ani
| Anii 490 | 490 | 491 | 492 | 493 | 494 | 495 | 496 | 497 | 498 | 499 |
| Anii 500 | 500 | 501 | 502 | 503 | 504 | 505 | 506 | 507 | 508 | 509 |
| Anii 510 | 510 | 511 | 512 | 513 | 514 | 515 | 516 | 517 | 518 | 519 |
| Anii 520 | 520 | 521 | 522 | 523 | 524 | 525 | 526 | 527 | 528 | 529 |
| Anii 530 | 530 | 531 | 532 | 533 | 534 | 535 | 536 | 537 | 538 | 539 |
| Anii 540 | 540 | 541 | 542 | 543 | 544 | 545 | 546 | 547 | 548 | 549 |
| Anii 550 | 550 | 551 | 552 | 553 | 554 | 555 | 556 | 557 | 558 | 559 |
| Anii 560 | 560 | 561 | 562 | 563 | 564 | 565 | 566 | 567 | 568 | 569 |
| Anii 570 | 570 | 571 | 572 | 573 | 574 | 575 | 576 | 577 | 578 | 579 |
| Anii 580 | 580 | 581 | 582 | 583 | 584 | 585 | 586 | 587 | 588 | 589 |
| Anii 590 | 590 | 591 | 592 | 593 | 594 | 595 | 596 | 597 | 598 | 599 |
| Anii 600 | 600 | 601 | 602 | 603 | 604 | 605 | 606 | 607 | 608 | 609 |